# Nedre Bodträsket
Nedre Bodträsket är en sjö i Piteå kommun i Norrbotten och ingår i Piteälvens huvudavrinningsområde.